# 莱姆巴克
莱姆巴克（法語：Leimbach，法語發音：[laimbak] ⓘ）是法国上莱茵省的一个市镇，属于坦恩-盖布维莱尔区。

## 地理
莱姆巴克（47°47'34"N, 7°6'4"E）面积3.57 平方千米，位于法国大東部大區上莱茵省，该省份为法国东部内陆省份，是阿尔萨斯的一部分，今与下莱茵省组成了阿尔萨斯欧洲集体，其北临下莱茵省，西接孚日省，西南接贝尔福地区省，东侧沿莱茵河与德国相望，南与瑞士接壤。
与莱姆巴克接壤的市镇（或旧市镇、城区）包括：旧坦恩、罗德伦、坦恩、拉默斯马特、阿斯帕克-米歇尔巴克。
莱姆巴克的时区为UTC+01:00、UTC+02:00（夏令时）。

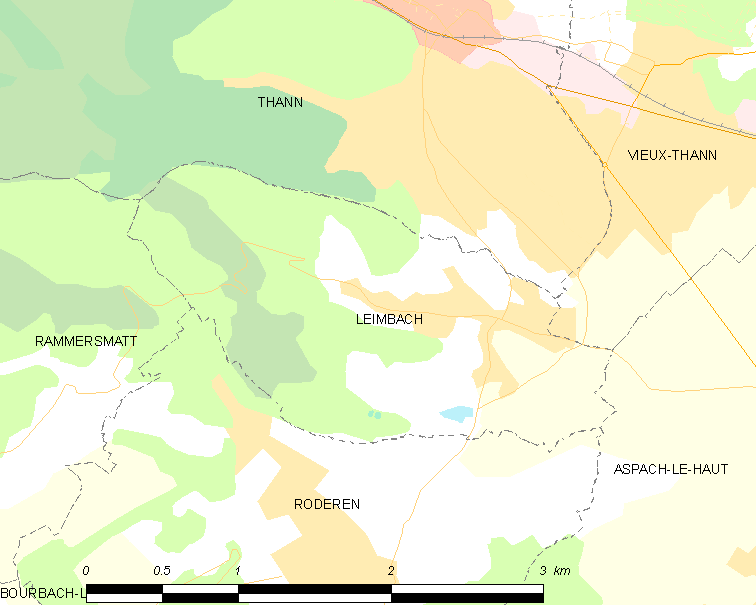
莱姆巴克的OSM定位图

## 行政
莱姆巴克的邮政编码为68800，INSEE市镇编码为68180。

## 政治
莱姆巴克所属的省级选区为塞尔奈县。

## 人口

1962-2008年间莱姆巴克人口变化图示

莱姆巴克于2022年1月1日时的人口数量为928人。